# 자유보수주의
자유보수주의(自由保守主義, 영어: Liberal conservatism)는 무간섭의 자유주의를 기점으로 종교의 중요성, 복지주의, 전통적 도덕, 법치주의를 중시하는 보수주의 사상이고 고전적 자유주의 이념에 일부 보수주의 특유의 정치적 성향을 더한 사상이다.

## 개요
'보수주의의 아버지'로 불리던 에드먼드 버크는 18세기와 19세기에 국사의 가치와 정치인에 대한 권위와 종교를 존중 즉, 한마디로 '고전적 보수주의'의 예로 간주하였다. 또한, 고전적 자유주의에 입각한 애덤 스미스, 존 스튜어트 밀의 방임주의적 경제를 옹호하였다. 그 때문에 대부분 보수주의자는 이러한 고전적 보수주의를 신봉하였으나, 시대가 진보함에 따라 인민들에 의해 요구되는 자유주의의 수위는 점점 높아져서 점점 정치적 입지를 생각해야 하는 보수주의적 입장에서도 점점 자유주의적으로 변하게 되었다. 그러나 이런 현상 탓에 오히려 권위주의적이고 고지식한 보수주의의 단점이 보완되고 있다는 것을 직감한 영국의 자유주의계 보수파인 샤프츠베리 백작은 자유보수주의라는 용어를 처음 사용하기 시작, 본격적으로 자유주의와 보수주의의 혼합을 연구하기 시작하였고 고전적 보수주의의 치명적인 함정인 권위주의적 심리를 없앴고, 고전적 공화주의를 전면에 내세우면서 상류층에 의한 발전을 도모하려는 기존의 고전적 보수주의와 달리 어느 정도의 복지주의 실현 그리고 고전적 보수주의가 제일 중요하게 고수했던 고전적 공화주의적인 사고방식을 완화했다.
20세기에 자유보수주의는 러셀 커크에 의해 이론적으로 발전되었으며, 권위주의적 공산주의 진영에 대항하기 위해 만들어진 자유민주주의적 보수주의의 역할을 하였다. 여타 사회주의 국가, 내지는 공산주의 국가는 관료 위주의 권위주의적인 모습을 보여왔고 자유민주주의에 속하는 보수주의 진영은 전자와 정치 스펙트럼만 다를 뿐 그 속성은 같다고 치부됐다. 이에 보수주의자들은 자유민주주의 국가의 개인의 재산 보장과 절대적인 시장 경제의 원리 그리고 교양 교육 기관을 양성과 같은 보수적인 법률을 포용하면서도 자유주의 요소를 대폭 향상한 자유 보수주의라는 용어를 사용하며 또한 이념적 행동도 뒤따랐다. 역사가 시작된 아래에 있어서 그간의 보수주의 역사는 19세기부터 20세기까지는 왕당파, 21세기에는 부유층 위주의 권위주의적 속성을 드러낸다는 이미지를 벗을 수 없었지만 이러한 자유보수주의가 생기면서부터 그간 대중문화에서 단순히 보수주의를 바라보는 시각에서 이해되어 온 권위주의적 보수주의의 논란은 일부 국가에서 자유 보수주의의 등장으로 완화되었다. 그간의 고전적인 보수주의는 개개인의 어떠한 자유보다는 도덕성의 중시, 고전적 공화주의 관점, 종교의 중요성을 훨씬 강조하였지만, 자유 보수주의는 이러한 보수주의를 상징하는 도덕성, 고전적 공화주의, 국교의 중요성 등을 자유주의를 표방하는 수준과 동일시하였고 그 결과 진보적인 보수주의라는 역설적인 결과를 가져왔다. 기본적인 자유 보수주의 원리는 정치 내에 있는 관료주의 및 준 권위주의를 부정하며, 시장 경제는 최대한 자유롭게, 도덕성, 공화주의적 입장, 국교 존재의 중요성을 강조하면서도 강압적이지 않고 훨씬 자유롭고 권위주의적인 무조건적 국론통일 옹호보다는 다원화의 사회를 지향한다.

## 고전적 보수주의와의 차이점
샤프츠베리 제 삼공작 (앤서니 애슐리 쿠퍼), 샤프 츠 베리, 앤드류 빈센트에 의하면, 자유보수주의 안에 들어가 있는 자유주의는 보수주의의 전통, 도덕의 가치를 중요시하는 그 정도보다 훨씬 강조되었다고 주장했다. 그간 고전적 보수주의의 권위주의와 자유방임주의적 경제 정책의 병합은 정치, 사회의 권위주의적 모습과 빈부의 격차, 시장 경제의 폐쇄성을 연상시키는 자유방임적 경제와 그 개념이 혼합되어 더욱더 권위주의적이고 퇴폐적이었지만, 자유 보수주의는 전통과 도덕을 중요시하면서도 경제적 자유를 중요시하는 자유지상주의와 거의 다를 바 없는 구조로 되어 있으면서도 사회자유주의와 같이 복지 제도를 구축하려는 복지주의가 깃들여져 있다. 이 때문에 현대의 보수주의자들은 전통과 도덕성 그리고 국교를 옹호하지만, 오히려 민생 복리에 힘을 쓰면서 자유주의적인 모습이 더욱더 두드러져 완벽한 자유 보수주의라는 주장을 했다. 또한, 자유주의 관점에서 고전적 보수주의의 자유라는 의미는 고전적 공화주의적 삶을 추구하고 권위를 존중하면서 전통가치를 중요시하는 사람에게만 주어지는 한정되고 "자유주의가 아닌 자유주의"라고 비판됐지만, 자유보수주의는 그와 달리 고전적 보수주의처럼 도덕성, 전통가치, 국교, 권위 존중으로부터 나오는 자유가 아니라 자유주의로부터 나오는 진정한 도덕성, 전통가치, 국교, 권위 존중을 실현하려 하였다.

## 자유보수주의 정당
대표적인 자유보수주의 정당으로는 영국의 보수당, 프랑스의 공화당, 독일 기독교민주연합, 스웨덴의 온건당, 폴란드어 동맹당, 스페인의 국민당, 오스트리아 국민당 등이 있다.

## 같이 보기
- 자유보수주의 정당 목록
- 국제민주연합
- 중도우파
- 자유주의
- 보수주의